# قدح (ماليزيا)
قدح دار الأمان أو كيدا (بالجاوي: «قدح»، وباللاتينية: "Kedah") هي ولاية ماليزية، وتقع في أقصى الشمال الغربي لشبه الجزيرة الماليزية، يتبع الولاية أيضا جزر لانكاوي، عاصمة الولاية هي ألور ستار وتوجد بالولاية جامعة أوتارا الماليزية  المعروفة بالتخصصات الإدارية، وتلقب الولاية بـ «دار الأمان».
هجاءات محتملة أخرى: قداح، كيداه .

## تاريخ

### سلطنة قدح
بناءً على ما ورد في كتاب حكاية ميرونغ ماهاوانغسا (المعروف أيضًا باسم سجلات قدح)، تأسست قدح على يد ملك هندوسي يدعى «ميرونغ ماهوانغسا» وفقا للنص كذلك، بدأت سلطنة قدح في عام 1136 عندما اعتنق الملك فرا أونج ماهاوانجسا الإسلام واعتمد اسم سلطان مظفر شاه. ومع ذلك أعطت تسجيلات اتشيه تاريخ 1474 لسنة التحول إلى الإسلام من قبل حاكم قدح. يتوافق هذا التاريخ الأخير مع حساب في سجلات الملايو حيث قام رجا من قدح بزيارة ملقا في عهد سلطانها الأخير طلبًا لتكريم العصبة الملكية التي تمثل سيادة حاكم مسلم.

## أعلام
- أحمد قاسم
- محمد بونيامين عمر
- بادرول باختيار
- محمد ناصر زكريا
- عبد الغني أحمد